# 马赫什·巴特

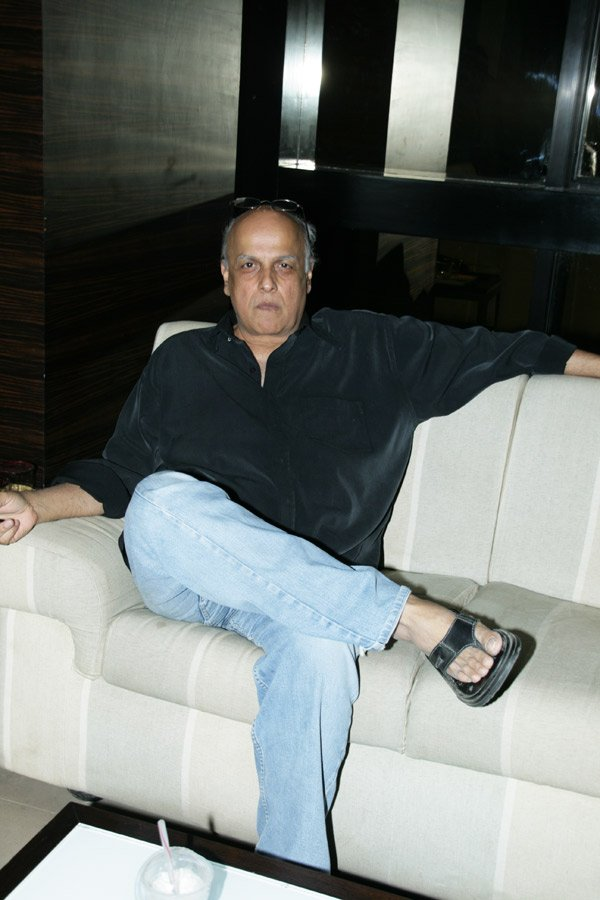
马赫什·巴特

马赫什·巴特(Mahesh Bhatt，1948年9月20日—) 是印度宝莱坞电影导演、制片人兼编剧。他的父亲是印度教婆羅門 ，母亲是穆斯林。 他拿過五项印度國家電影獎和四项印度電影觀眾獎。他執導的電影曾角逐奥斯卡最佳国际影片奖。 